# Tyneside Amateur League
De Tyneside Amateur League is een Engelse regionale voetbalcompetitie. Er zijn 2 divisies en de hoogste bevindt zich op het 14de niveau in de Engelse voetbalpiramide. De kampioen kan promoveren naar de Northern Football Alliance. 